# Anisogona
Anisogona es un género de polillas de la subfamilia Tortricinae, familia Tortricidae.

## Especies
- Anisogona hilaomorpha (Turner, 1926)
- Anisogona mediana (Walker, 1863)
- Anisogona notoplaga (Turner, 1945)
- Anisogona simana (Meyrick, 1881)
- Anisogona similana (Walker, 1863)
- Anisogona thysanoma (Meyrick, 1910)